# Willibald Guggenmos
Willibald Guggenmos (* 1957 in Friedberg (Bayern)) ist ein deutscher Organist und Kirchenmusiker. Er war von 2004  bis 2023 Domorganist an der Kathedrale in St. Gallen (Schweiz).

## Leben
Sein Studium absolvierte Guggenmos an den Hochschulen für Musik in Augsburg und in München. 
Sein besonderes Interesse gilt dem Studium von Orgelwerken zeitgenössischer Komponisten. Zahlreiche Werke von Komponisten wurden ihm bereits gewidmet.

## Berufliche Laufbahn
Von 1984 bis 2001 war Guggenmos Organist an der Martinskirche in Wangen im Allgäu, wo er neben seiner kirchenmusikalischen Tätigkeit unter anderem die „Internationalen Orgelkonzerte an St. Martin“ sowie Oratorienaufführungen betreute. Von 2001 bis 2004 war er als Kirchenmusiker und Organist am Dom zu unserer lieben Frau in München tätig. Von 2004 bis 2023 war er Domorganist an der Kathedrale in St. Gallen (Schweiz), wo ihm Christoph Schönfelder nachfolgte. Neben seinen liturgischen Verpflichtungen war er künstlerischer Leiter der Internationalen Domorgelkonzerte und Dozent für Orgel an der Diözesanen Kirchenmusikschule St. Gallen.
Seit 2023 ist Willibald Guggenmos künstlerischer Leiter des Internationalen Orgelfestivals Augsburg.

## Auftritte und Aufnahmen
Im Jahr 1985 spielte er das gesamte Orgelwerk von Johann Sebastian Bach in elf Konzerten. In den folgenden Jahren folgten Gesamtaufführungen der Werke von César Franck, Léon Boëllmann, Franz Liszt, Felix Mendelssohn Bartholdy, Wolfgang Amadeus Mozart, Johannes Brahms, Maurice Duruflé, Johann Gustav Eduard Stehle, sowie den großen Orgelwerken von Max Reger, Marcel Dupré und Olivier Messiaen.
Konzerte gab Guggenmos in vielen Ländern Europas, den USA, Kanada, Australien, Neuseeland, China und auf den Westindischen Inseln. Weiterhin wurde er zu Festivals nach Spanien (San Sebastian, Quincena Musical), Österreich (Brucknerfest Linz), Finnland und Kanada (St. Joseph’s Oratoire Montreal) eingeladen.
In Rundfunk-, Fernseh- und CD-Aufnahmen wurde sein Spiel an bedeutenden Orgeln (unter anderem an der größten Orgel der Schweiz, der Goll-Orgel der Stiftskirche Engelberg; an der Cavaillé-Coll-Orgel in Azcoitia/Spanien sowie an der William-Hill-Orgel der Sydney Town Hall) dokumentiert.

## Diskografie
- Die Mathis-Orgel in St. Jakob, Schrobenhausen. Mit Andreas Bertram, Felix Dreher u. a. (2009)
- Die Rieger-Orgel der katholischen Stadtpfarrkirche St. Martin in Wangen, Allgäu (2001)
- Sydney Town Hall – The grand organ (2000)
- Léon Boëllmann – Orgelwerke (1998)